# Rüsselsheimer Ruder-Klub 08
Der Rüsselsheimer Ruder-Klub 08 e. V. (kurz RRK) ist mit seinen Sportarten Hockey, Rudern und Tennis einer der erfolgreichsten Sportvereine in Rüsselsheim am Main im Kreis Groß-Gerau und im Rhein-Main-Gebiet.

## Geschichte
Die Geschichte des Klubs beginnt mit dem Jahr 1908, der Gründung des Rudervereins Rüsselsheim (RVR). Man rudert zunächst in einem vier Zentner schweren Gigvierer aus Eichenholz, erringt 1912 den ersten Sieg auf einer Regatta in Mainz und übersteht die leidvolle Zeit des Ersten Weltkriegs. 1919 zählt der Verein bereits 182 Mitglieder und besitzt acht Boote. Das im Jahr 1925 feierlich als Gesellschaftshaus eingeweihte neue Bootshaus wird zum Mittelpunkt des Klublebens. Überhaupt ist das Jahr 1925 ein denkwürdiges Jahr, beginnen doch die Aktiven des RVR als Ausgleichssport im Winter Hockey zu spielen und die ersten Damen in die Ruderboote zu steigen.
Parallel zu RVR entwickelt sich die im Jahr 1910 gegründete, 1914 aufgelöste und 1919 wiedergegründete Rudergesellschaft Undine Rüsselsheim (RGUR), deren Mitglieder sich aus Arbeitern und Handwerkern zusammensetzen. Man hat ein eigenes Bootshaus am Maindamm im Westen Rüsselsheims, ist auch sportlich sehr erfolgreich.
Nach Bildung eines Renngemeinschafts-Achters in den Jahren 1938 und 1939, in dem Ruderer des RVR und der RGUR sitzen und der beim Deutschen Meisterschaftsrudern startet, kommen sich die beiden Rüsselsheimer Rudervereine näher. Am 26. April 1942 schließen sich der RVR und die RGUR zum Rüsselsheimer Ruder-Klub 08 (RRK) zusammen. Die beiden Vorsitzenden, Georg von Opel und Karl Müller, besiegeln den Pakt in einer feierlichen Zeremonie. 1943 zählt der RRK schon 306 Mitglieder. Die Ruderer bilden im Vierer und Achter erfolgreiche Renngemeinschaften mit dem „Flörsheimer Ruderverein 08“ (FRV), eine „Ehe“, die bis in das Jahr 1953 Bestand haben sollte. Das Bootshaus wird 1945 durch die amerikanische Militärregierung beschlagnahmt. Alle Sportvereine, auch der RRK, werden aufgelöst.

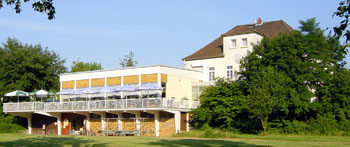
RRK-Bootshaus in Rüsselsheim, An der Festung 2

Am 8. April 1946 wird der RRK neu gegründet und beginnt sich aufgrund seiner sportlichen Erfolge zu entwickeln. Im Rudern reiht sich Deutsche Meisterschaft an Deutsche Meisterschaft, unter anderen Georg von Opel 1947 im Einer, die Renngemeinschaft RRK/FRV 1947 und 1948 im Achter, die von RRK und FRV gegründete Rudergemeinschaft Flörsheim-Rüsselsheim (von 1949 bis 1953 bestehend) 1949 und 1951 im Achter, 1957 und 1958 der Leichtgewichts-Jugendvierer-mit, 1982 der Eichkranzvierer-ohne und der Juniorinnen-Einer, 1983 der Frauen-Doppelzweier und der Eichkranzvierer-mit, 1997 der Sprintvierer-mit, 1998 Sprintvierer-mit und Sprintachter, 2005 und 2006 der U23-Zweier-mit sowie 2009 der Sprint-Doppelvierer. Bis heute sind das 28 Deutsche Rudermeisterschaften für den RRK.
Hockey kommt erst im Jahr 1952, als die Stadt zwei Hockeyplätze im Stadion bauen lässt, so recht in Schwung. 1952 wird auch das Bootshaus wieder freigegeben und 1966 großzügig umgebaut.
Eine Art Meilenstein in der jüngeren Klubgeschichte stellt das Jahr 1968 dar: Der RRK gewinnt erstmals die Deutsche Feld-Meisterschaft im Hockey der Herren. Vor 5.000 Zuschauern wird Schwarz-Weiß Köln mit 4:1 Toren bezwungen. Seit diesem Jahr ist Hockey die dominierende Sportart im RRK. Die Hockeyabteilung konnte bis heute 51 Deutsche Meisterschaften in der Halle und auf dem Feld verbuchen, ungezählt die Vizemeisterschaften, Süddeutschen Meisterschaften und Hessenmeisterschaften. Europa-Cups im Hockey wanderten bereits 19 mal in die Preisvitrine des RRK-Bootshauses.
Aus den Reihen des RRK gehen Olympiasieger und Olympiateilnehmer hervor, eine große Zahl von Hockeyspielerinnen und -spielern wird in Nationalmannschaften berufen. Der Deutsche Hockey-Bund und die Europäische Hockey-Föderation betrauen den RRK mit der Ausrichtung nationaler und internationaler Meisterschaften.
Heute spielt der RRK mit den Ersten Damen im Hallenhockey in der 1. Bundesliga und im Feldhockey in der 2. Bundesliga. Die Ersten Herren spielen im Feldhockey in der Regionalliga und im Hallenhockey in der 2. Bundesliga.

## Erfolge

### Hockey
| Europapokalbilanz Herren Feld | Europapokalbilanz Herren Feld | Europapokalbilanz Herren Feld | Europapokalbilanz Herren Feld | Europapokalbilanz Herren Feld |
| Jahr                          | Wettbewerb                    | Niveau                        | Platz                         | Ort                           |
| ----------------------------- | ----------------------------- | ----------------------------- | ----------------------------- | ----------------------------- |
| 1972                          | Club Champions Cup            | 1                             | 3                             | Frankfurt                     |
| 1976                          | Club Champions Cup            | 1                             | 3                             | Amsterdam                     |
| 1978                          | Club Champions Cup            | 1                             | 2                             | Barcelona                     |
| 1979                          | Club Champions Cup            | 1                             | 3                             | Den Haag                      |

Herren
- Deutscher Meister im Feldhockey: 1968, 1971, 1975, 1977, 1978
- Deutscher Meister im Hallenhockey: 1973, 1976, 1979, 2008
- EuroHockey Club Champions Cup (Halle): 2009

Damen
- Deutscher Meister im Feldhockey: 1992, 1993, 1995, 1997, 2001, 2004
- EuroHockey Club Champions Cup (Feld): 1993, 1998
- Deutscher Meister im Hallenhockey: 1990, 1991, 1993, 1994, 1998, 2002, 2003, 2004, 2005
- EuroHockey Club Champions Cup (Halle): 1991, 1992, 1994, 1995, 1996, 1997, 1998, 1999, 2000, 2001, 2002, 2003, 2004, 2005, 2006

### Rudern
Herren
- Deutscher Meister: Achter (1947, 1948, 1949, 1951), Vierer-ohne (1948, 1949), Doppelzweier (1951), Einer (1947)
- Deutscher Sprintmeister: Achter (1998), Vierer-mit (1997, 1998), Doppelvierer (2009)

Damen
- Deutscher Meister: Doppelzweier (1983)

## Bekannte Sportler und Trainer

### Hockey
- Britta Becker (Silbermedaille Olympia 1992 und Weltmeisterin Halle 2003)
- Tanja Dickenscheid (Silbermedaille Olympia 1992)
- Oliver Domke (Weltmeister Feld 2002 und Weltmeister Halle 2003)
- Christian Domke (Weltmeister Halle 2003)
- Tobias Frank (Silbermedaille Olympia 1984 und Silbermedaille Olympia 1988)
- Mandy Haase (Olympiasiegerin 2004)
- Eva Hagenbäumer (Silbermedaille Olympia 1992)
- Denise Klecker (Weltmeisterin Halle 2003 und Olympiasiegerin 2004)
- Peter Kraus (Olympiasieger 1972)
- Silke Müller (Olympiasiegerin 2004)
- Susanne Müller (Silbermedaille Olympia 1992)
- Berthold Rauth (Erfolgreicher Hockeytrainer, 15 Deutsche Meisterschaften und 18 Europacup-Siege mit den Damen des RRK)
- Christopher Reitz (Olympiasieger 1992)
- Fritz Schmidt (Olympiasieger 1972)
- Rainer Seifert (Olympiasieger 1972)
- Bianca Weiß (Silbermedaille Olympia 1992)

### Rudern
- Georg von Opel (Siebenfacher Deutscher Meister im Einer, Vierer-ohne und Achter)
- Georg Boller (Sechsfacher Deutscher Meister im Vierer-ohne und Achter)
- Fritz Brumme (Erfolgreicher Amateurtrainer, 10 Deutsche Meisterschaften mit dem RRK und der RuGem. Flörsheim-Rüsselsheim)
- Wilfried Seipp (Vierfacher Deutscher Meister im Achter)
- Philipp Roth (Zweifacher Deutscher Meister im Lgw.-Vierer-ohne und -mit)
- Edgar Thielmann (Zweifacher Deutscher Meister im Lgw.-Vierer-ohne und -mit)
- Adam Stieglitz (Zweifacher Deutscher Meister im Achter)
- Rolf Bopp (Deutscher Meister im Achter)
- Willi Wenz (Deutscher Meister im Achter)
- Helmut Schwinn (Deutscher Meister im Achter)
- Ulrike Kirsch (Deutsche Meisterin im Frauen-Doppelzweier)